# Huo Shan
Huo Shan (chinesisch 霍山, Pinyin Huò Shān) ist der ehemalige Name eines Gebirges im Kreis Ningde im Osten der chinesischen Provinz Fujian. Es ist heute unter dem Namen Huotong Shan (霍童山,  Huòtóng Shān, Huotong-Berg) bekannt und eine berühmte daoistische Stätte.